# زمین‌لرزه ۱۹۴۱ میانمار
زمین‌لرزه میانمار  در تاریخ ۲۶ دسامبر ۱۹۴۱ میلادی، برابر با ‎۵ دی ۱۳۲۰، ساعت ۱۴:۴۸:۰۳ به زمان یوتی‌سی در میانمار رخ داد. ژرفای این زلزله ۲۵ کیلومتر بود. بزرگی آن ۷ در مقیاس Ms اعلام شده‌است. زمین‌لرزه به وقت محلی در روز جمعه، ساعت ۲۰٫۵ روی داده و منطقه زمانی آن یوتی‌سی +۶٫۵ بوده‌است .
سازمان زمین‌شناسی آمریکا نیز جای این زمین‌لرزه را در مختصات ۲۲°۴۲′شمالی ۹۹°۵۴′شرقی / ۲۲٫۷°شمالی ۹۹٫۹°شرقی و بزرگی آنرا برابر با ۷ در مقیاس ریشتر اعلام کرده‌است. 